# Jak-18
Jak-18 (ros. Як-18) – samolot szkolno-treningowy produkowany na zamówienie lotnictwa radzieckiego, skonstruowany przez biuro konstrukcyjne Aleksandra Jakowlewa. Samolot ten to daleko idące rozwinięcie konstrukcji samolotu szkolno-treningowego UT-2L.

## Opis konstrukcji

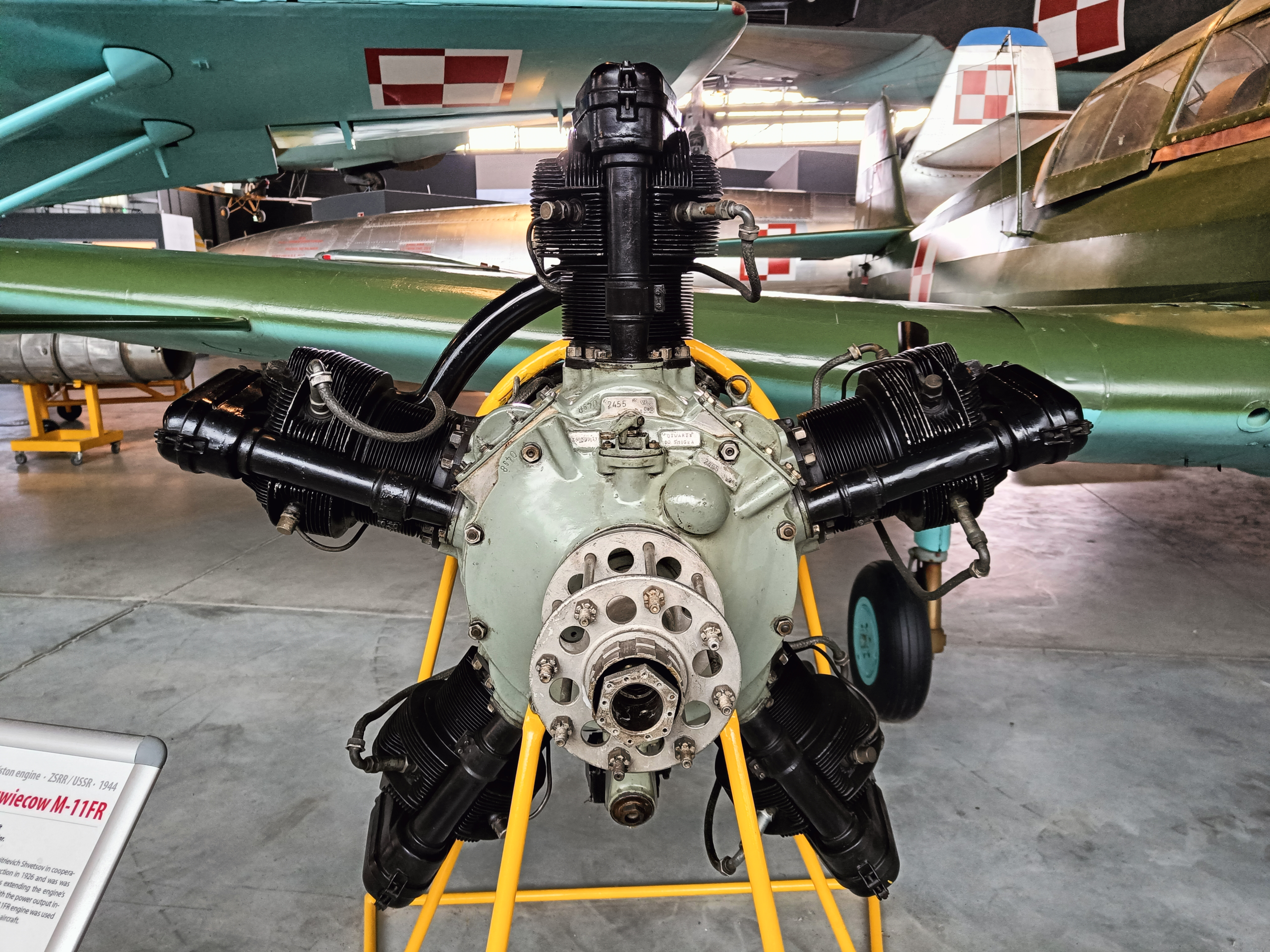
Silnik M-11FR eksponowany w MLP w Krakowie

Jak-18 to jednosilnikowy dolnopłat wolnonośny o konstrukcji metalowej, kryty płótnem (tylko obudowa silnika jest skorupowa), wyposażony w chowane podwozie o układzie klasycznym, przestawialny skok śmigła i owiewkę zamykającą kabinę. Jak-18 szybko stał się podstawowym sprzętem szkolnym armii i aeroklubów (DOSAAF), gdzie zastąpił przestarzałe samoloty Po-2 oraz UT-2.

## Produkcja
Prace projektowe nad samolotem rozpoczęto w 1945, pierwszy prototyp oblatano na początku 1946, a produkcję seryjną rozpoczęto w 1947 w zakładach lotniczych w Charkowie. W 1953 w Chinach uruchomiono produkcję licencyjną pod oznaczeniem BT-3 (CJ-1), a następnie trzy lata później na Węgrzech. Samolot ten okazał się prosty w eksploatacji i stosunkowo łatwy w pilotażu, stąd też wyprodukowano łącznie, w różnych wersjach, ponad 8000 egzemplarzy. Jedynymi wadami Jaka-18 były: sposób blokowania kółka ogonowego oraz zbyt raptowne wypuszczanie klap w locie. 
W lotnictwie polskim pierwsze Jaki-18 pojawiły się w 1949 w szkole lotniczej w Dęblinie, a w 1952 trafiły do Radomia, gdzie stosowano je do końca lat 50. W aeroklubach pierwszy Jak-18 pojawił się w listopadzie 1951, następne trafiły tam w 1957, a kolejne zostały przekazane przez lotnictwo wojskowe w 1958 i 1960. Pojedyncze egzemplarze Jaków przetrwały do początku lat 80. 
Oprócz ZSRR, Polski, Chin, Węgier, Jaki-18 były używane w lotnictwie Albanii, Afganistanu, Austrii, Bułgarii, Korei Północnej, NRD oraz Rumunii.

## Wersje

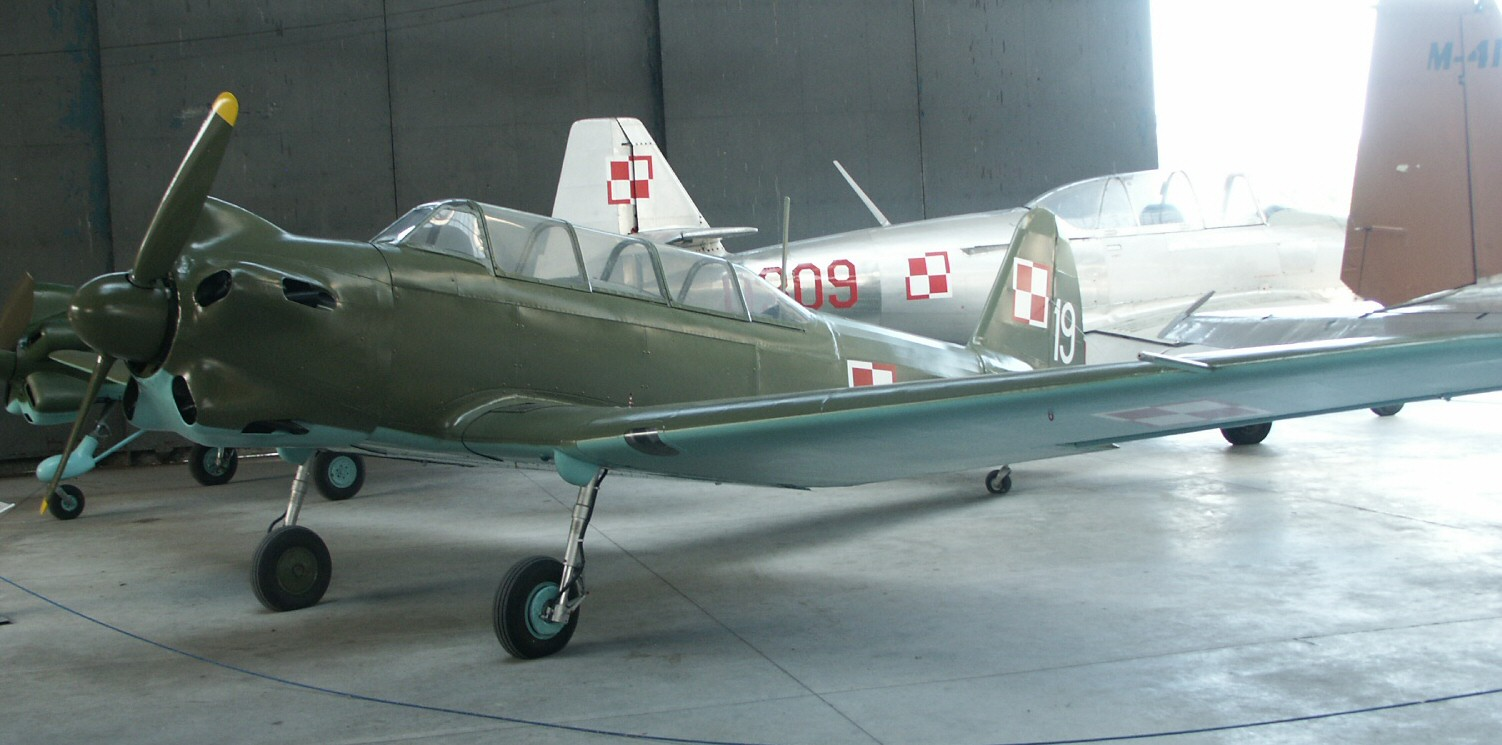
Jak-18 w Muzeum Lotnictwa Polskiego w Krakowie

- Jak-18A - samolot szkolny z 1957, podwozie z kołem przednim. Wyposażony w silnik gwiazdowy 9-cylindrowy AI-14R o mocy 191 kW (260 KM).
- Jak-18P - jednomiejscowy samolot szkolny i akrobacyjny z 1959, podwozie z kołem przednim. Silnik gwiazdowy 9-cylindrowy AI-14R o mocy 191 kW (260 KM).
- Jak-18PM - jednomiejscowy samolot akrobacyjny z 1971, podwozie z kołem przednim, opracowany na mistrzostwa świata w akrobacji samolotowej w Moskwie. Silnik gwiazdowy AI-14RF o mocy 224 kW (305 KM).
- Jak-18PS - samolot akrobacyjny z 1973 opracowany na mistrzostwa świata w akrobacji samolotowej w Anglii, podwozie klasyczne dwukołowe wciągane w locie.
- Jak-18T - samolot szkolny, łącznikowy i sanitarny z 1967. Silnik gwiazdowy 9-cylindrowy AI-14RF o mocy 221 kW (300 KM), później silnik M-14P o mocy 269 kW (365 KM). Był praktycznie całkowicie nowym samolotem, w opracowaniu którego wykorzystano część elementów Jaka-18. W wersji pasażerskiej zabierał 3 pasażerów, sanitarnej - lekarza i 1 chorego, pocztowej – 250 kg ładunku.
- Jak-18U - samolot szkolno-treningowy z 1963, dwumiejscowy, podwozie z kołem tylnym, wciągane w locie. Silnik gwiazdowy 5-cylindrowy M-11FR o mocy 119 kW.